# Beren Gökyıldız
Beren Gökyıldız (Isztambul, 2009. szeptember 29. –) török gyerekszínésznő.

## Pályafutása
Iskolába jár. 2014-ben kezdte színészi karrierjét a Fox TV-n futó Kocamın Ailesi című sorozatban, amivel a közönség kedvence lett.
Fiatal kora ellenére sikeresen játszotta a szerepét, majd később a Güldüy Güldüy Show-ban volt látható. Ezután főszerepet kapott a Star TV által sugárzott Anya című televíziós drámasorozatában Melek Akçay néven, Vahide Perçin és Cansu Dere oldalán. A következő szerepe Az én kis családom című sorozatban Ayşe volt. Ezután Az én lányom című sorozat főszerepét kapta meg Buğra Gülsoy oldalán, Öykü Tekin Göktürk néven.

## Filmográfia
| Filmek | Filmek         | Filmek |
| Év     | Cím            | Szerep |
| ------ | -------------- | ------ |
| 2016   | Boşu Bir Yerde | Elmas  |
| 2018   | Bal Kaymak     | Bade   |

| Televízió | Televízió          | Televízió          | Televízió                 | Televízió               |                 |
| Év        | Eredeti cím        | Magyar cím         | Szerep                    | Magyar hang             | Első magyar adó |
| --------- | ------------------ | ------------------ | ------------------------- | ----------------------- | --------------- |
| 2014–2015 | Kocamın Ailesi     |                    | Pelin                     |                         |                 |
| 2016      | Güldür Güldür Show |                    | Herself                   |                         |                 |
| 2016–2017 | Anne               | Anya               | Melek Akçay / Turna Güneş | Csikós Léda             | TV2             |
| 2018      | Bizim Hikaye       | Az én kis családom | Ayşe                      | Dolmány-Bogdányi Korina | RTL Klub        |
| 2018–2019 | Kızım              | Az én lányom       | Öykü Tekin Göktürk        | Csikós Léda             | TV2             |
| 2020      | Mucize Doktor      | A csodadoktor      | Betüş (vendégszereplő)    |                         | SuperTV2        |
| 2020      | Çocukluk           |                    | Mavi                      |                         |                 |